# 浦賀

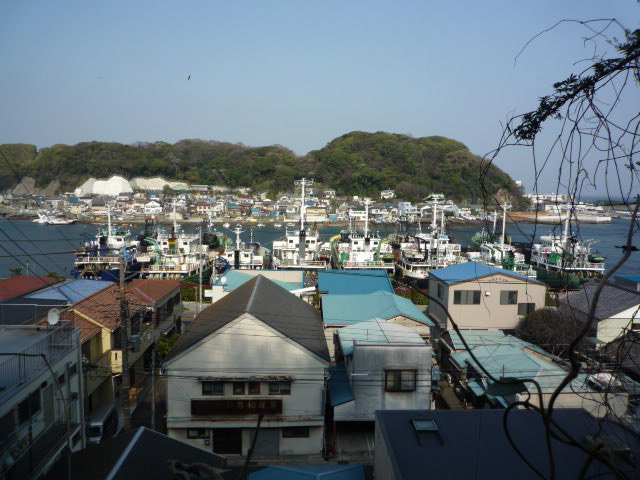
現在の愛宕山公園からの眺望、手前が西浦賀、奥が東浦賀

浦賀（うらが）は、神奈川県横須賀市東部にある地域。狭義には横須賀市浦賀またはそこに西浦賀町・東浦賀町を加えた区域、広義には浦賀行政センターの管轄（町村制による明治の大合併で誕生したかつての三浦郡浦賀町付近）を指す。マシュー・ペリーが黒船で来航した歴史をもつが、それ以前にも通商や補給を求めて外国船がしばしば来航していた。

## 概要
三浦半島の東部に位置し、東京湾の湾口部、浦賀水道に面する。南南東から北北西へと深く海が切れ込み、浦賀港として利用されている。湾の入り口には住民の便のため市道の一部として東西を結ぶ「浦賀の渡船」が運行されている。
旧浦賀町域は、標高の高い山はないものの山がちな地形で、海岸近くの平地に市街地が形成されている。近年は京浜地域のベッドタウンとして発展したため、山の上に住宅団地が造られている。また北方の丘陵地（小原台）には防衛大学校が所在する。
浦賀行政センターの管轄は、浦賀・浦賀丘・浦上台・小原台・鴨居・光風台・西浦賀・東浦賀・二葉・南浦賀・吉井の11地域である。
かつては住友重機械工業浦賀造船所（旧浦賀船渠、通称「浦賀ドック」）があり、海上自衛隊の艦船の製造や修理が行われていたが、2003年（平成15年）3月に閉鎖された。跡地は野外ミュージアムとして整備される計画である。
毎年8月には、浦賀港周辺と西浦賀みなと緑地（横須賀市西浦賀）を会場に「浦賀みなと祭」が開催され、多くの人出があり、夜には花火大会も行われる。

## 歴史

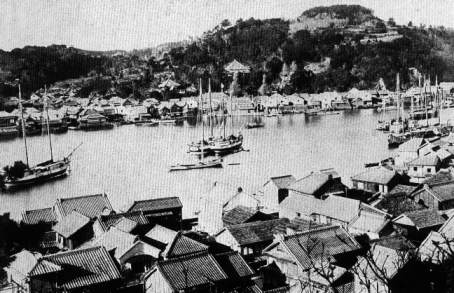
1890年頃の浦賀

半島の中では比較的早くから発展した地域であり、戦国時代には浦賀城が築城されて後北条氏の水軍の拠点の1つになっていた。徳川家康が関東に入封すると、浦賀城は廃城となり、三浦半島は家康の直轄領となった。オランダの商船リーフデ号が九州に漂着すると、当時の豊臣政権の実権者であった家康は慶長3年、自領の関東浦賀湊にスペイン商船の招聘を目論み、フランシスコ会宣教師を介し交渉していたが、進展がなく頓挫していた。そこへ慶長5年、ウイリアム・アダムスが来日し、家康は海外事情に詳しい彼をスペイン交渉に携わせるため外交顧問として重用したのである。浦賀にスペイン商船が入港したのは慶長9年である。それは家康の要望によってアダムスが、関西に停泊していたスペイン商船を浦賀に回航したものである。以後、毎年、浦賀にスペイン商船が入港しているのだから、アダムスの功績は大きいといわねばならない。こうして浦賀は大航海時代マニラ・ガレオン船の航路港の寄港として重要な役割を果たした。
また、浦賀は江戸時代には、江戸入り口に位置することから廻船問屋や干鰯問屋が軒を連ねた。1720年には江戸湾の警備の為に浦賀奉行が置かれ、万が一の事態に備えて砲台（浦賀砲台）も整備された。浦賀は、湾に出入りする船が必ず寄港する要衝となり隆盛を極めた。1818年にはイギリス商船ブラザーズ号が、1823年にはイギリス捕鯨船サラセン号が来航し、異国船打払令が出された後の1837年に来航した米国商船モリソン号は砲撃を受けている。1842年に薪水給与令が出されるが、1845年に来航した米国捕鯨船マンハッタン号は漂流民を引渡した後に補給を受けている。これらの来航は個人的な行動であったが、1846年にはアメリカ東インド艦隊司令長官ジェームズ・ビドルが戦列艦コロンバスと戦闘スループ・ヴィンセンスを率いて来航した。1849年には英国軍艦マリナー号が入港している。
1853年には沖合にマシュー・ペリー率いるアメリカ海軍艦隊が来航し（黒船来航）、浦賀奉行が応対に当たった末に近隣の久里浜（現横須賀市。当時は小さな漁村）に上陸することとなった。このためペリー上陸の記念碑や記念館は久里浜にあるが、一般に来航地は浦賀とされる。その後1860年には咸臨丸が浦賀港より出港して、太平洋を横断した。
1945年（昭和20年）、日本が第二次世界大戦で敗れると、浦賀港は外地の入植者が帰還するための引揚指定港となり、厚生省浦賀引揚援護局も設置された。1947年（昭和22年）に援護局が廃止されるまで、56万人の引揚者が陸軍桟橋（西浦賀1丁目）に到着した。この間、1946年（昭和21年）2月20日には、昭和天皇が援護局、国立久里浜病院などへ行幸している。

## 面積・人口
下表は2014年10月1日時点での情報である。
|        | 面積  | 人口   | 人口密度 | 郵便番号 |
| ------ | ----- | ------ | -------- | -------- |
| 吉井   | 0.940 | 7,628  | 8,115    | 239-0804 |
| 浦賀   | 1.189 | 5,856  | 4,925    | 239-0822 |
| 浦上台 | 0.313 | 4,176  | 13,342   | 239-0815 |
| 二葉   | 0.549 | 6,410  | 11,676   | 239-0814 |
| 小原台 | 0.346 | 2,086  | 6,029    | 239-0812 |
| 鴨居   | 2.308 | 12,943 | 5,608    | 239-0813 |
| 東浦賀 | 0.450 | 2,260  | 5,022    | 239-0821 |
| 浦賀丘 | 0.264 | 2,813  | 10,655   | 239-0823 |
| 西浦賀 | 1.196 | 3,327  | 2,782    | 239-0824 |
| 光風台 | 0.136 | 1,453  | 10,684   | 239-0820 |
| 南浦賀 | 0.042 | 480    | 11,429   | 239-0825 |
| 計     | 7.733 | 49,432 |          |          |

注釈
1. ↑  単位はkm2 住民基本台帳登載人口 (b) 町丁目別人口 - 横須賀市
2. ↑  単位は人
3. ↑  単位は人/km2

## 商業・公共
- 防衛大学校（小原台）
- 横須賀市立浦賀中学校
- 横須賀市立鴨居中学校
- 横須賀市立浦賀小学校
- 横須賀市立高坂小学校
- 横須賀市立小原台小学校
- 横須賀市立鴨居小学校
- 浦賀商友会（浦賀地区の商店街）
- JAよこすか葉山浦賀支店
- 横浜銀行浦賀支店
- 湘南信用金庫浦賀支店
- かながわ信用金庫浦賀支店
- 横須賀浦賀郵便局
- 横須賀鴨居郵便局
- 横須賀浦賀一郵便局
- 横須賀かもめ団地内郵便局
- 横須賀新町郵便局

## 史跡
- 浦賀ドック跡
- 浦賀の渡し船（横須賀市道2073号）
- 叶神社（東叶神社・西叶神社）
- 浦賀城（戦国時代の山城）
- 為朝神社
- 浦賀奉行所跡

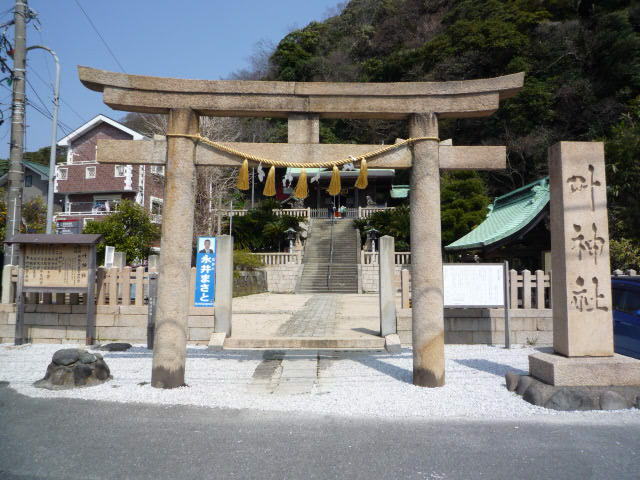
東叶神社

- 東林寺（浦賀奉行与力中島三郎助の墓がある）
- 陸軍桟橋
  - 浦賀港引揚記念の碑
- 燈明堂（観音埼灯台が建設される前に浦賀水道を照らしていた。）

## 交通

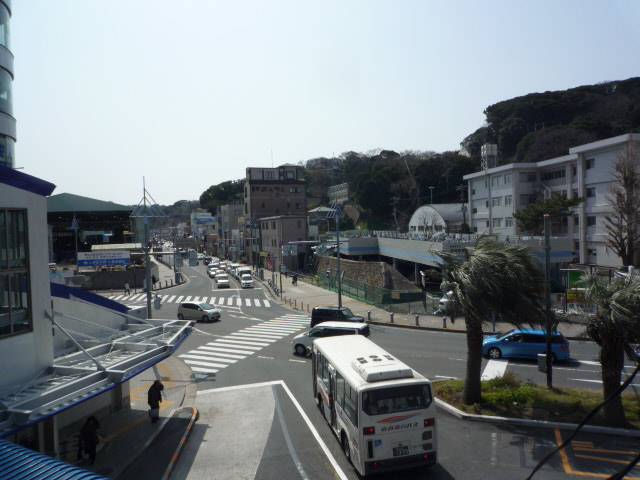
浦賀駅前の光景

- 京浜急行電鉄 - 京急本線 - 浦賀駅
駅からは京急久里浜駅・観音崎方面へ京急バスが発着する。
- 横浜横須賀道路 - 浦賀インターチェンジ
- 神奈川県道208号浦賀港線
- 神奈川県道209号観音崎環状線
- 神奈川県道210号浦賀港久里浜停車場線
- 浦賀港
- 鴨居漁港